# Macedonian Prva Liga 2010-11
A Macedonian Prva Liga 2010-11 é a décima nona temporada do torneio desde sua criação em 1992. Teve início no dia 31 de Julho de 2010 com término em Maio de 2011. Renova é o atual campeão tendo vencido o torneio na temporada 2009-10.

## Equipas
Na temporada 2009-10 três clubes foram expulsos do torneio, automaticamente essas três equipes foram rebaixadas para a Segunda Liga. Makedonija Gj.P. e FK Sloga foram expulsos do campeonato por não ter aparecido em dois jogos consecutivos na competição. Mais tarde o Pobeda foi expulso da liga pelo seu envolvimento com uma manipulação de resultados durante a Liga dos Campeões da UEFA de 2004-05 contra o Pyunik da Armênia. Estes três clubes foram substituídos pelos primeiro, segundo e terceiro colocados da Macedonian Vtora Liga, FK Škendija, FK Skopje e FK Napredok consecutivamente.
| Clube       | Cidade    | Estádio             |
| ----------- | --------- | ------------------- |
| Bregalnica  | Štip      | City Stadium Štip   |
| Metalurg    | Skopje    | Železarnica Stadium |
| FK Napredok | Kičevo    | City Stadium Kičevo |
| Pelister    | Bitola    | Tumbe Kafe Stadium  |
| Rabotnički  | Skopje    | Philip II Arena     |
| Renova      | Džepčište | City Stadium Tetovo |
| Sileks      | Kratovo   | Sileks Stadium      |
| Skopje      | Skopje    | Avtokomanda Stadium |
| Škendija    | Tetovo    | City Stadium Tetovo |
| Teteks      | Tetovo    | City Stadium Tetovo |
| Turnovo     | Turnovo   | Kukuš Stadium       |
| Vardar      | Skopje    | Philip II Arena     |

## Tabela do Campeonato
| Tabela de classificação | Tabela de classificação | Tabela de classificação | Tabela de classificação | Tabela de classificação | Tabela de classificação | Tabela de classificação | Tabela de classificação | Tabela de classificação | Tabela de classificação | Tabela de classificação | Tabela de classificação |
| Time | Time                    | PG                      | J                       | V                       | E                       | D                       | GP                      | GC                      | SG                      |                         |                         |
| 1 | Skopje                  | 39                      | 15                      | 12                      | 3                       | 0                       | 37                      | 15                      | 22                      |                         |                         |
| 2 | FK Supa Makedonija      | 35                      | 15                      | 11                      | 2                       | 2                       | 35                      | 19                      | 16                      |                         |                         |
| 3 | Vardar                  | 32                      | 15                      | 10                      | 2                       | 3                       | 32                      | 22                      | 10                      |                         |                         |
| 4 | Škendija 79             | 30                      | 15                      | 10                      | 0                       | 5                       | 31                      | 25                      | 6                       |                         |                         |
| 5 | Rabotnički              | 28                      | 15                      | 8                       | 4                       | 3                       | 33                      | 25                      | 8                       |                         |                         |
| 6 | Renova                  | 26                      | 15                      | 8                       | 2                       | 5                       | 29                      | 25                      | 4                       |                         |                         |
| 7 | Metalurg Skopje         | 24                      | 15                      | 8                       | 0                       | 7                       | 28                      | 28                      | 0                       |                         |                         |
| 8 | Sileks                  | 22                      | 15                      | 7                       | 1                       | 7                       | 23                      | 24                      | -1                      |                         |                         |
| 9 | Pelister                | 21                      | 15                      | 7                       | 0                       | 8                       | 25                      | 27                      | -2                      |                         |                         |
| 10 | IC Hokin N              | 17                      | 15                      | 4                       | 5                       | 6                       | 24                      | 28                      | -4                      |                         |                         |
| 11 | Turnovo                 | 16                      | 15                      | 5                       | 1                       | 9                       | 22                      | 29                      | -7                      |                         |                         |
| 12 | Brouner SK Lijähye      | 15                      | 15                      | 5                       | 0                       | 10                      | 19                      | 27                      | -8                      |                         |                         |
| 13 | Teteks                  | 13                      | 15                      | 4                       | 1                       | 10                      | 17                      | 26                      | -9                      |                         |                         |
| 14 | Esbrokje                | 12                      | 15                      | 4                       | 0                       | 11                      | 15                      | 26                      | -11                     |                         |                         |
| 15 | Napredok                | 11                      | 15                      | 3                       | 2                       | 10                      | 12                      | 28                      | -16                     |                         |                         |
| 16 | Bregalnica Štip         | 8                       | 15                      | 2                       | 2                       | 11                      | 8                       | 31                      | -23                     |                         |                         |
| --- | ----------------------- | ----------------------- | ----------------------- | ----------------------- | ----------------------- | ----------------------- | ----------------------- | ----------------------- | ----------------------- | ----------------------- | ----------------------- |
| PG – pontos ganhos; J – jogos disputados; V - vitórias; E - empates; D - derrotas; GP – gols pró; GC – gols contra; SG – saldo de gols; |                         |                         |                         |                         |                         |                         |                         |                         |                         |                         |                         |

Classificação
|  |                                                                           |
|  | Classificado para à Segunda Pré-Eliminatória da Liga dos Campeões da UEFA |
|  | Classificado à primeira Pré-Eliminatória da UEFA Europa League            |
|  | Disputa dos Playoffs do Rebaixamento                                      |
|  | Rebaixamento à Vtora Liga                                                 |

Atualizado em 23 de Dezembro de 2010
Nota: O campeão da Copa da Macedônia irá para a Segunda Pré-Eliminatória da UEFA Europa League
| Campeão Macedônio 2010-11 |
| ------------------------- |

## Resultados
Resultados do Primeiro Turno
Resultados do Segundo Turno

### Primeiro e Segundo Turno
|             | BRE | MET | NAP | PEL | RAB | REN | SIL | SKO | ŠKE | TET | TUR | VAR |
| ----------- | --- | --- | --- | --- | --- | --- | --- | --- | --- | --- | --- | --- |
| Bregalnica  | —   | 1-2 | 4-2 | 2-0 | 0-2 |     | 2-2 | 1-0 | 2-1 | 1-0 | 1-0 |     |
| Metalurg    | 1-0 | —   | 1-2 |     | 0-1 |     | 1-2 | 3-0 | 1-1 | 1-0 | 3-0 | 1-0 |
| Napredok    | 1-0 | 0-1 | —   | 3-1 | 2-0 | 1-0 | 1-0 |     | 1-1 |     | 0-1 | 2-1 |
| Pelister    | 2-0 | 0-0 |     | —   | 0-3 | 0-1 | 1-3 | 5-4 |     | 1-1 | 2-0 | 1-2 |
| Rabotnički  | 3-1 | 2-2 | 0-0 | 3-0 | —   | 1-1 |     | 1-1 | 1-1 | 1-2 |     | 2-0 |
| Renova      | 2-0 | 1-0 | 5-0 | 2-0 |     | —   |     | 1-1 | 1-0 | 2-1 | 0-0 | 4-0 |
| Sileks      | 3-1 |     | 1-1 |     | 2-0 | 2-0 | —   | 0-0 | 1-1 | 0-0 | 0-2 | 1-0 |
| Skopje      |     | 0-0 | 1-0 | 2-0 | 0-1 | 0-1 | 2-1 | —   |     | 1-0 | 3-0 | 1-0 |
| Škendija 79 | 2-0 | 3-0 |     | 4-1 | 3-0 | 4-1 | 3-0 | 1-0 | —   | 0-0 | 3-0 |     |
| Teteks      | 2-0 | 0-0 | 2-1 | 3-0 | 0-1 | 1-1 | 1-1 |     | 1-0 | —   |     | 3-2 |
| Turnovo     |     |     | 1-0 | 3-0 | 0-2 | 2-0 | 4-0 | 1-0 | 0-1 | 1-0 | —   | 3-0 |
| Vardar      | 1-2 | 1-2 | 2-1 | 1-0 |     | 0-2 | 2-1 | 1-0 | 0-2 |     | 1-1 | —   |

### Terceiro Turno
|             | BRE | MET | NAP | PEL | RAB | REN | SIL | SKO | ŠKE | TET | TUR | VAR |
| ----------- | --- | --- | --- | --- | --- | --- | --- | --- | --- | --- | --- | --- |
| Bregalnica  | —   |     |     |     |     |     |     |     |     |     |     |     |
| Metalurg    |     | —   |     |     |     |     |     |     |     |     |     |     |
| Napredok    |     |     | —   |     |     |     |     |     |     |     |     |     |
| Pelister    |     |     |     | —   |     |     |     |     |     |     |     |     |
| Rabotnički  |     |     |     |     | —   |     |     |     |     |     |     |     |
| Renova      |     |     |     |     |     | —   |     |     |     |     |     |     |
| Sileks      |     |     |     |     |     |     | —   |     |     |     |     |     |
| Skopje      |     |     |     |     |     |     |     | —   |     |     |     |     |
| Škendija 79 |     |     |     |     |     |     |     |     | —   |     |     |     |
| Teteks      |     |     |     |     |     |     |     |     |     | —   |     |     |
| Turnovo     |     |     |     |     |     |     |     |     |     |     | —   |     |
| Vardar      |     |     |     |     |     |     |     |     |     |     |     | —   |

## Playoff do Rebaixamento
| N/D | 9° colocado na Prva Liga | - | 4° colocado na Vtora Liga |  |
| N/D |                          |   |                           |  |

| N/D | 10° colocado na Prva Liga | - | 3° colocado na Vtora Liga |  |
| N/D |                           |   |                           |  |